# Typhoon Sports Cars
Typhoon Sports Cars war ein britischer Hersteller von Automobilen.

## Unternehmensgeschichte
Stuart Elliott gründete 2009 das Unternehmen in Wisbech in der Grafschaft Cambridgeshire. Er begann mit der Produktion von Automobilen und Kits. Der Markenname lautete u. a. Typhoon. 2012 endete die Produktion.

## Fahrzeuge
Das einzige Modell unter eigenem Markennamen war der 2009 präsentierte Valdris. Das Fahrzeug war vom KTM X-Bow inspiriert. Die offene Karosserie bot Platz für zwei Personen. Viele Teile kamen vom Ford Mondeo. Nach Einspruch von KTM endete 2010 die Produktion. Es entstand nur ein Exemplar.
Außerdem fertigte das Unternehmen von 2011 bis zur Auflösung das Modell Mojo 2. Sylva Autokits hatte es von 2002 bis 2008 produziert, danach Meggt und zum Schluss Typhoon Sports Cars. Insgesamt entstanden von diesem Modell etwa 85 Fahrzeuge bei den drei Herstellern.